# جوشن (سقز)
جوشن(به کردی: جەوشەن) روستایی از توابع بخش سرشیو شهرستان سقز است که در استان کردستان ایران قرار دارد.

## جمعیت
این روستا در دهستان ذوالفقار واقع شده و براساس سرشماری سال ۱۳۸۵، جمعیت آن ۳۴۹ نفر (۵۷ خانوار) بوده‌است.